# Villa Borghese (film)
Villa Borghese is een Italiaanse filmkomedie uit 1953 onder regie van Vittorio De Sica en Gianni Franciolini.

## Verhaal
Het park Villa Borghese in de binnenstad van Rome fungeert als een ontmoetingsplek voor kinderen, atleten, bejaarden en geliefden.

## Rolverdeling
| Acteur             | Personage             |
| ------------------ | --------------------- |
| Eduardo De Filippo | Donato Ventrella      |
| Vittorio De Sica   | Arturo Cavazzuti      |
| Anna Maria Ferrero | Anna Maria Del Balzo  |
| François Périer    | Leraar Grieks         |
| Gérard Philipe     | Carlo                 |
| Micheline Presle   | Valeria Valenzano     |
| Eloisa Cianni      | Antonietta Torresi    |
| Maurizio Arena     | Geliefde van Virginia |
| Margherita Autuori | Fanny Ventrella       |
| Annamaria Bugliari | Zichzelf              |
| Antonio Cifariello | Matroos               |
| Clara Crispo       | Moeder van Virginia   |
| Dino Curcio        | Beniamino             |
| Uta Franz          | Franse oppas          |
| Aldo Giuffrè       | Attilio Scardaci      |